# NK Bukovčan Veliki Bukovec
NK Bukovčan je nogometni klub iz mjesta Veliki Bukovec. Klub danas (sezona 2013./14.) igra u 1 ligi NS Ludbreg (rang 2. županijska).

## Osnivanje
Nogomet u Velikom Bukovcu se organizirano igra već skoro 60 godina. Velikobukovčani su se u tih proteklih 60 godina pokazali kao vrlo dobri nogometaši na području ludbreškog kraja, ali i šire. Pojedini igrači ovog kraja branili su boje “Podravine”, ali i današnjeg koprivničkog prvoligaša “Slaven Belupa” i varaždinskog “Varteksa”.
Godine 1948., nekolicina nogometnih zanesenjaka odlučila je utemeljiti nogomatni klub. Tako je utemeljen nekadašnji “Partizan”, a današnji “Bukovčan”. Među utemeljiteljima kluba spominju se Josip Hrženjak, Josip Fotak, Matija Jurinec i Zlatko Premec. Tako su prvu momčad koja je na zelenom polju branila boje Velikog Bukovca činili ovi nogometaši: Stjepan Triplat, Josip Đurašin, Josip Smontara, Zvonko Hlebar, Zvonko Klepić, Antun Križan, Franjo Mesarić, Franjo Šašek, Đuro Triplat, Franjo Žardin, Stevo Majdak, Franjo Gajski, Vlado Sekelj, Dragutin Grabarić, Franjo Helbar i drugi.

## Natjecanja i uspjesi
Nogometaši Velikog Bukovca su se među prvima uključili u sva nogometna natjecanja koja su se organizirala na području ludbreške općine. Prvenstveno je to bila Općinska nogometna liga i Općinski nogometni kup. Tako prvi veliki uspjeh bukovečki nogometaši doživljavaju već 1964. godine kada osvajaju prvo mjesto u Općinskoj nogometnoj ligi. No sljedeće godine uslijedila je i dvostruka kruna, jer je osvojena i Općinska liga i Općinski kup. Takvim uspjehom se može pohvaliti rijetko koja ekipa s ludbreškog područja. Sljedeći uspjesi slijede petnaestak godina kasnije, točnije, sezone 1979./80., kada je “Partizan” iz Velikog Bukovca prvak Općinske B lige. Tako se već od sezone 1980./81. “Partizan” natječe u Općinskoj A ligi. Iste sezone sudjeluju u finalu Općinskog kupa, kao i godine 1983., no ne uspijevaju osvojiti isti. Klub je godine 1992. promijenio ime u današnji NK “Bukovčan”. U sezoni 1994./95., “Bukovčan” osvaja prvo mjesto u III. ŽNL Varaždin, skupina ludbreg, i plasira se u II. ŽNL Varaždin. Godine 1998., Bukovčan osvaja 2. mjesto u II ŽNL Varaždin, i time ostvaruje pravo igranja u I ŽNL Varaždin, u kojoj se natječe do ispadanja u sezoni 2001./02. Veliki uspjeh NK “Bukovčan” postiže 2003. godine, osvajanjem Ludbreškog kupa, plasiravši se time Županijski kup. Danas se klub natječe u I ligi ŠNS Ludbreg.
U tim uspjesima, navijačima su i dan danas u sjećanju neka imena nogometaša koji su u svoje vrijeme bili pravi majstori nogometne lopte. Među mjesnim zvijezdama posebno se spominju Stevo Majdak, Zvonko Klepić, Josip Pačko, Zvonko Gržanić, Ivan Latin, Drago Štimec, Zdravko Požgaj, Zdravko Kosec, Stjepan Mlinarić, Zvonko Povijač “Nona” (u sezoni 2005./06 se unatoč poznim godinama ponovo aktivirao, i pomogao klubu kod problema s golmanima), i još nekoliko desetaka drugih koji bi također zaslužili da ih se ovdje spomene. Među njih sigurno spadaju i današnji predsjednik Mladen Gačate Roman Sović (bivši igrači NK “Slaven Belupa” iz Koprivnice). Isto tako, među legende kluba se može svrstati i danas aktivni napadač “Bukovčana” Mihael Golenja koji je možda i najbolji strijelac kluba svih vremena s preko 100 golova.

## Mlađi uzrasti
Velikobukovečki kraj je oduvijek bio rasadnik talenata. Tako se bukovečki klub može pohvaliti s možda najboljim mlađim uzrastima ludbreškog kraja. Već nekoliko godina unatrag juniori “Bukovčana” ostvaruju vrlo dobre rezultate u svojoj konkurenciji, s nekoliko visokih pozicija u juniorskoj ligi, te s nekoliko finala kupa Ludbreškog kraja, koji su i osvojili 2004. godine. Pioniri su unatrag 10 godina skoro uvijek u vrhu pionirske lige, a u kupu su možda i najuspješniji pomladak s osvojena 4 naslova uz još 2 finala. S juniorima i pionirima danas rade treneri koji će svojim radom pokušati talentirane mladiće pretvoriti u nositelje seniorske momčadi za nekoliko godina.

## Igrači
| - 12 Zoran Povijač - 2 Nikola Ivančić - 3 Bruno Ipša - 4 Goran Botak - 5 Kristijan Zdelar - 6 Karlo Korotaj - 7 Josip Golenja - 8 David Vrban - 9 Antonio Golec - 10 Andrija Ivančić - 11 Josip Ivančić - 13 Sebastijan Šartaj - 14 Tihomir Smontara - 15 Alen Čić - 16 Juraj Orehovec - 17 Miljenko Geč - 18 Franjo Požgaj - 29 Dominik Balija - Trener: Franjo Zdelar |